# Unione Sportiva Milanese
El Unione Sportiva Milanese fue un club de fútbol italiano fundado en 1902 en la ciudad de Milán y que desapareció en 1928. Llegó a ser subcampeón de la Liga italiana en dos oportunidades: 1907/08 y 1908/09.

## Origen
El US Milanese fue fundado en 1902 en Milán y llegó a tener una trayectoria destacada en la primera década del siglo XX, en la que obtuvo dos subcampeonatos: 1907/08 y 1908/09. Su camiseta consistía en grandes cuadros negros y blancos.
Después de finalizada la Primera Guerra Mundial, siguió jugando en la primera división aunque sin llegar a destacarse, hasta que finalmente descendió de categoría en la temporada 1921/22.

## Fusión con el Inter
En el año 1922 el fascismo, de la mano de Benito Mussolini, llegó al gobierno en Italia, y su política en relación con el fútbol fue evitar la superpoblación de equipos en cada ciudad italiana. Sólo algunas ciudades deberían tener dos equipos, y el resto sólo uno. Las instituciones menos importantes tendrían que optar entre fusionarse o desaparecer directamente.
Al finalizar la temporada 1927/28 el Milanese no había logrado ascender de división, por lo que su presidente, Ernesto Torrusio, pensó que una fusión podía devolver a la societá a la máxima categoría, la Divisiones Nazionale.
Torrusio, que era un hombre bien ubicado en la jerarquía fascista, consiguió que el E.S.P.F. (Ente Sportivo Provinciale Fascista) obligara la fusión del US Milanese con el FC Internazionale Milano.
De esta forma, a partir de la temporada 1928/29 el club desapareció, fusionado junto al Inter en la Associazione Sportiva Ambrosiana.

## Desaparición definitiva
En 1932 se decidió que a partir de la siguiente temporada la Ambrosiana pasaría a llamarse Ambrosiana-Inter, y que el Milanese podría resurgir pero con la condición de no disputar campeonatos de fútbol.
En 1945, luego de la finalización de la Segunda Guerra Mundial, se le ofreció al Milanese disputar el campeonato de fútbol de la segunda división, pero esta oferta fue rechazada. Finalmente, en 1946 el club se disolvió definitivamente.